# Cassandra (sèrie de televisió)
Cassandra és una sèrie de televisió de ciència-ficció alemanya que es va publicar a Netflix el 6 de febrer de 2025. S'ha subtitulat a català.

## Premissa
Quan una família es muda a una antiga casa intel·ligent, descobreix que està controlada per una assistent virtual, que ho intentarà tot perquè no tornin a sortir.

## Repartiment
- Lavinia Wilson: Cassandra
- Mina Tander: Samira Prill
- Michael Klammer: David
- Franz Hartwig: Horst Schmitt
- Mary Tölle: Juno Prill
- Joshua Kantara: Fynn
- Elias Grünthal: Peter
- Filip Schnack: Steve

## Producció
La sèrie de sis episodis va ser escrita i dirigida per Benjamin Gutsche. Va ser produït per Eva Stadler i Christian Becker per a la productora Rat Pack Film. Amara Palacios va ser-ne la productora executiva i va produir la sèrie juntament amb Eva Stadler i Christian Becker. J. Mortiz Kaethner va ser el director de fotografia.
El repartiment inclou Mina Tander, Joshua Kantara, Franz Hartwig i Michael Klammer, mentre que la veu de l'IA, la Cassandra, està interpretada per Lavinia Wilson.
El rodatge va tenir lloc a Colònia el setembre de 2023.